# National Defense Act
 (avril 2013).
Si vous disposez d'ouvrages ou d'articles de référence ou si vous connaissez des sites web de qualité traitant du thème abordé ici, merci de compléter l'article en donnant les références utiles à sa vérifiabilité et en les liant à la section « Notes et références ».

Le National Defense Act de 1916 permit l'expansion des forces armées des États-Unis en temps de paix comme en temps de guerre, la  multiplication par quatre des moyens de la garde nationale, la création d'un corps d'officiers et recrues de réserve, ainsi que le Reserve Officers Training Corps. 
Le président est autorisé, en cas de guerre ou d'urgence nationale, à mobiliser la garde nationale.